# Blaps rybalovi
Blaps rybalovi – gatunek chrząszcza z rodziny czarnuchowatych i podrodziny Tenebrioninae.
Gatunek ten został opisany w 2002 roku przez S.E. Czernyszowa i W.G. Mordkowicza na podstawie 3 samic, odłowionych w Sajano-Szuszenskim zapowiedniku i wziętych początkowo za B. tenuicornis.
Chrząszcz o ciele długości 17 mm, spłaszczonym grzbietowo-brzusznie, w obrysie wydłużonym, o prawie równoległych bokach, nieco tylko z tyłu rozszerzonym. Powierzchnię ciała ma gładko rzeźbioną, ubarwioną ciemnobrązowo, prawie czarno. Na nadustku ma rzadkie, długie, złote szczecinki. Powierzchnia głowy jest matowa. Czułki sięgają za nasadę pokryw. Przedplecze jest około 1,1 raza szersze niż długie, obrzeżone ze wszystkich stron z wyjątkiem środkowej części krawędzi podstawowej; kąty przednie ma wystające, a boki za środkiem zafalowane ku prostej nasadzie. Hypomeron jest delikatnie pomarszczony i nieregularnie ziarenkowany. Pokrywy u nasady delikatnie rozszerzone, pośrodku o bokach równoległych, a na szczycie zafalowanych. Na ich powierzchni występują bardzo słabo dostrzegalne, gładkie żeberka. Odnóża ma bardzo cienkie. Przednie uda w części szczytowej są wykrojone po stronie wewnętrznej.
Owad znany tylko z lokalizacji typowej w rosyjskiej Syberii Wschodniej.